# Tunel Valík

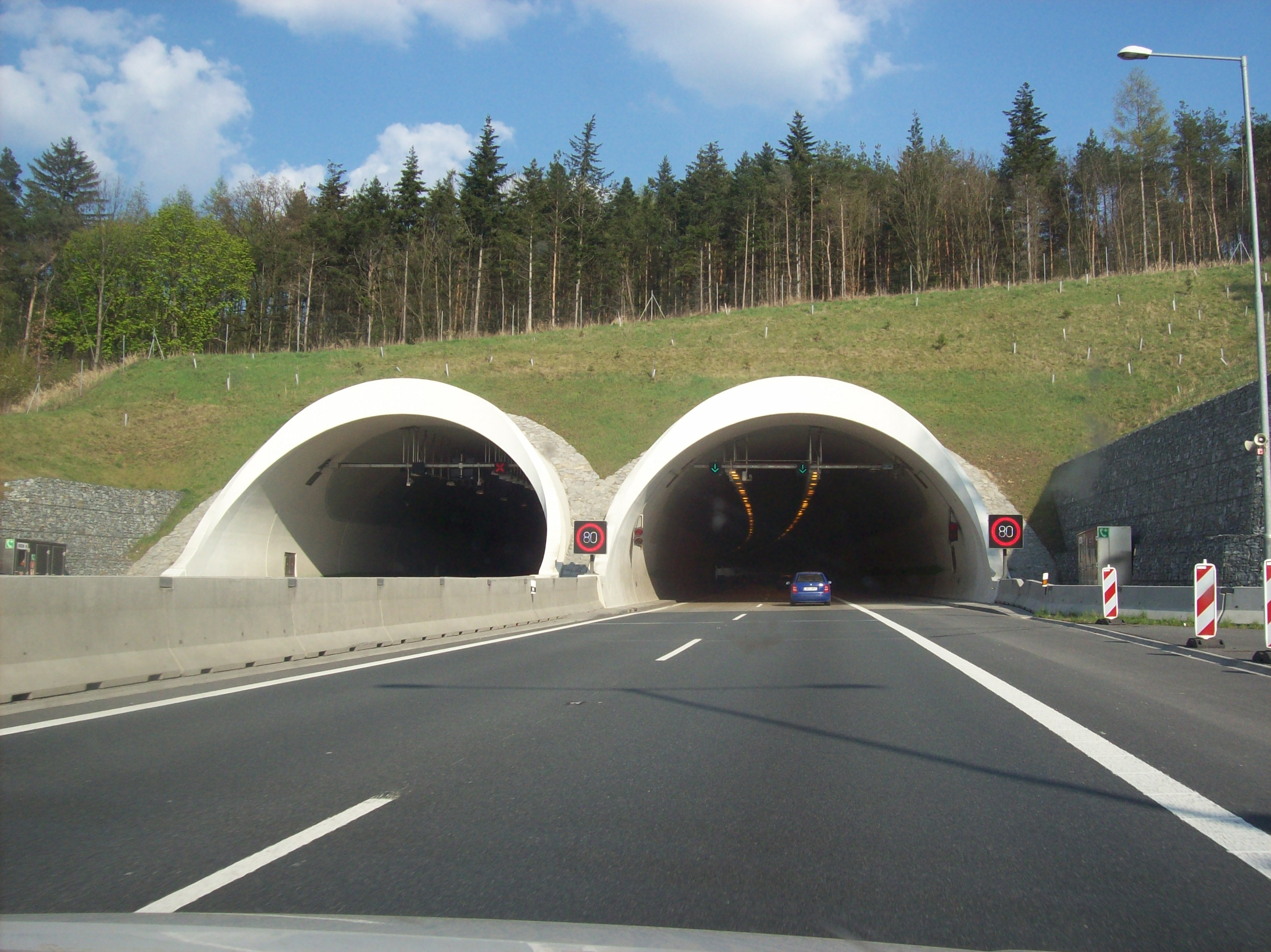
Západní portál

Tunel Valík je dálniční tunel na dálnici D5, která zde tvoří obchvat Plzně. Jedná se o ražený tunel pod vrchem Val (435 m n. m.), který se nachází v katastru obce Štěnovice, jen několik desítek metrů vně jižní hranice města Plzně. Do provozu byl uveden dne 6. října 2006.
Tunel je asi 380 m dlouhý. Je tvořen dvěma tunelovými troubami, které mají šířku 11,5 m a výšku 8,2 m. Tunelové tubusy jsou umístěny těsně vedle sebe. Celková délka ražby je 330 m, zbytek délky tvoří hloubené části, na pražském portálu 20 metrů a na rozvadovském portálu 30 metrů. Severní tunelová trouba je dlouhá 390 m, jižní tunelová trouba je dlouhá 380 m. Svou délkou se řadí mezi krátké tunely. Každá tunelová trouba má dva jízdní pruhy a jeden odstavný pruh.
Stavba byla velmi technicky náročná, použita byla tzv. nová rakouská tunelovací metoda, zčásti proto, že mezi tunelovými troubami není žádný horninový pilíř, zčásti kvůli velmi nepříznivým geotechnickým podmínkám. Tunel byl ražen v silně zvětralých a tektonicky rozpukaných proterozioických břidlicích. Podélný sklon tunelu je 4 %, výška nadloží nepřesahuje 30 m.
Při budování tunelu byla vyražena nejprve střední část tunelu, která po betonáži zajistila společnou střední opěrnou zeď. Až poté se razily na obou stranách boční tunely. Definitivní železobetonové ostění se tvořilo pomocí formy, která byla 10 m dlouhá a pojížděla na kolejnicích. Celková šířka tunelu bez středního monolitického pilíře, oddělujícího obě trouby, je 33 m.

## Řídicí systém tunelu Valík

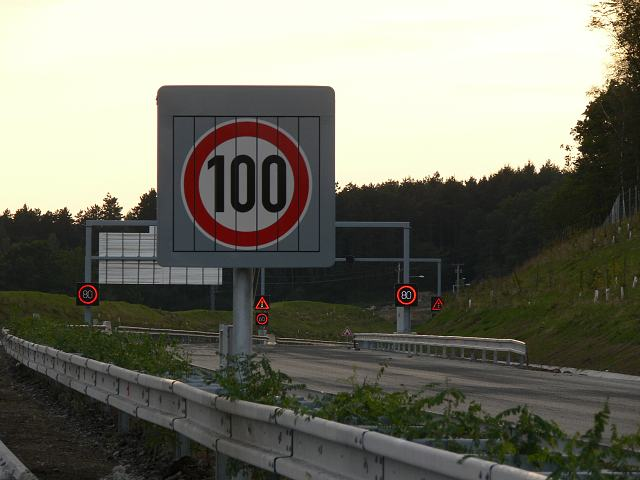
Proměnné dopravní značení

Doprava v tunelu je řízena proměnným dopravním značením (PDZ) umístěným jak v samotném tunelu, kde je signalizace otevřeného nebo uzavřeného dopravního pruhu, tak především na 4 portálech před tunelem v každém směru. Toto značení umožňuje snižovat rychlost dopravy v tunelu až na 40 km/h nebo ho uzavřít úplně. Tyto 4 portály před tunelem jsou řízeny společně s tunelem jako nedílná součást dopravního uzlu tunel Valík. Stavy těchto značek jsou předávány zvláštní komunikační linkou do DIS SOS, který integruje SOS hlásky a řízení dopravy v širším okolí tunelu a plzeňské aglomerace.

### Řízené technologie

#### Uzavření tunelu
K uzavření tunelu může dojít automaticky, kdy řídicí systém ze specializovaných detektorů zjistí havarijní stav – dopravní nehodu nebo požár, nebo na zásah dispečera např. v případě plánované odstávky tunelové trouby. Pak řídicí systém zajistí přechod do režimu obousměrného provozu v jedné tunelové troubě.

#### Zařízení pro provozní informace
Na portálech je umístěno Zařízení pro provozní informace (ZPI), což je třířádková textová tabule ze svítících LED diod. Na ní se objevují podrobnější informace pro řidiče, které blíže informují o stavu tunelu, respektive pokyny související s příslušným dopravním stavem. Tyto informace vybírá Řídicí systém z předem definovaných zpráv, nebo je v určitých stavech možno zadat informaci z pracoviště dispečera.

#### Měření rychlosti

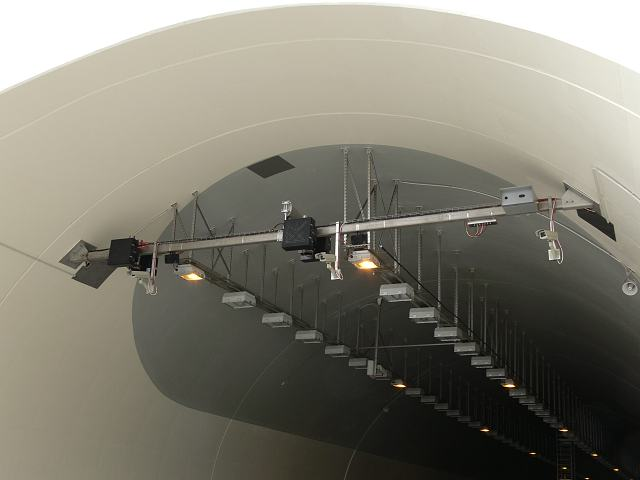
Portál s kamerami

Rychlost vozidel je v tunelu nejen vyžadována dopravními značkami, ale pro každé vozidlo je i průběžně měřena. Instalovaný systém SpeedCon měří úsekovou rychlost a používá k tomu princip videodetekce SPZ všech aut na vjezdu a na výjezdu z tunelu. Systém snímání SPZ je využit i k zjištění vozidel, která při průjezdu přes dynamické váhy před tunelem překročila povolené zatížení nápravy.

#### Osvětlení
Řidičům při vjezdu do tunelové trouby pomáhá akomodační osvětlení. Svítí tím intenzivněji, čím je více světla před tunelem. Intenzita akomodačního osvětlení je automaticky regulována v několika stupních. Řídící systém požadovanou intenzitu odvozuje z jasoměrů, specializovaných videokamer sledujících vjezd do tunelu ze stejného směru jakým do něj vjíždí řidič. Dalším řízeným osvětlovacím prvkem je nouzové osvětlení, aktivované v případě požáru nebo jiné havárie tak, aby osoby v tunelu našly co nejrychleji správný směr k opuštění tunelu.

#### Ventilace

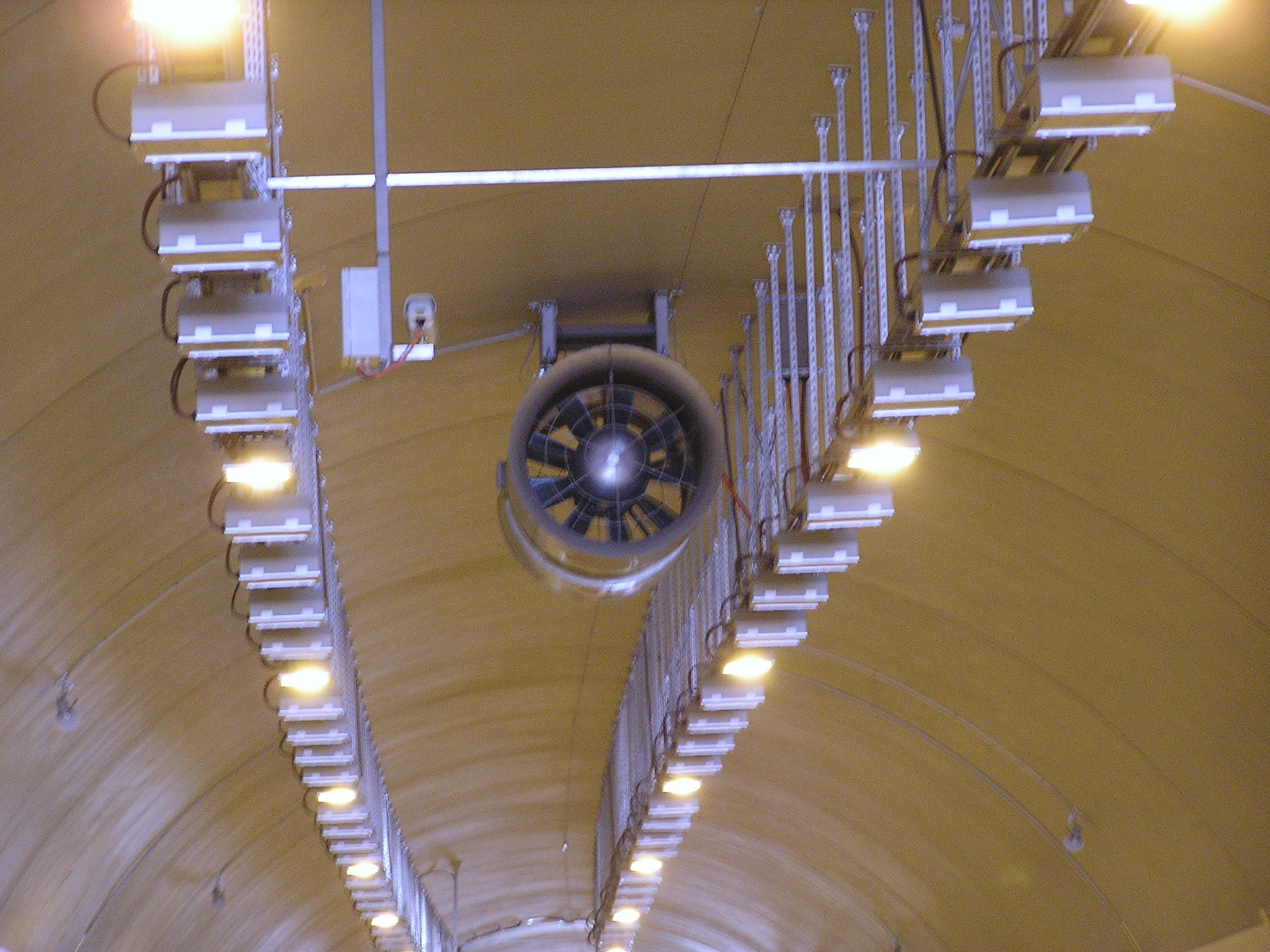
Ventilátor a akomodační osvětlení

Čtyři reverzní ventilátory jsou další technologií ovládanou řídicím systémem. Slouží především k odstranění zplodin hoření z tunelu v případě požáru. Přestože má řídicí systém neustálé informace o okamžité koncentraci oxidu uhelnatého, oxidů dusíku a o opacitě – průhlednosti vzduchu v tunelu, nepředpokládá se zásah ventilátorů způsobených nárůstem koncentrací těchto fyzikálních veličin. Směr proudění vzduchu v každé tunelové troubě patří mezi další průběžně měřené veličiny, které řídicí systém používá pro automatizované zásahy.

#### Kamerový systém
Kamerový systém využívá signálu z celkem 12 videokamer, které slouží k běžnému dohledu dispečerů na situaci uvnitř tunelu a v bezprostřední blízkosti před a za ním. Signál z videokamer je průběžně zaznamenáván a v reálném čase prezentován dispečerům na videostěně na hlavním dispečinku ve Svojkovicích a paralelně na záložním dispečinku v provozním technickém objektu u rozvadovského portálu. Tento systém je využíván i k detekci požáru.

#### Detekce požáru
K signalizaci požáru v tunelu slouží zařízení Fibrolaser, které lokalizuje místo požáru s přesností na 6 m na základě změny fyzikálních vlastností optického vlákna protaženého každou tunelovou troubou. Další technologie využitá k automatické identifikaci požáru je systém videodetekce. V případě detekování požáru řídicí systém pomáhá dispečerovi v jeho akcích. Předkládá nejpravděpodobnější model požáru, spouští předdefinované sekvence ventilace, osvětlení, ale i hlasové informace pro řízenou evakuaci osob z tunelu. Ozvučení tunelu je realizováno reproduktory osazenými v obou tunelových troubách a slouží k jednosměrné komunikaci od dispečera směrem osobám v tunelu.

#### SOS hlásky

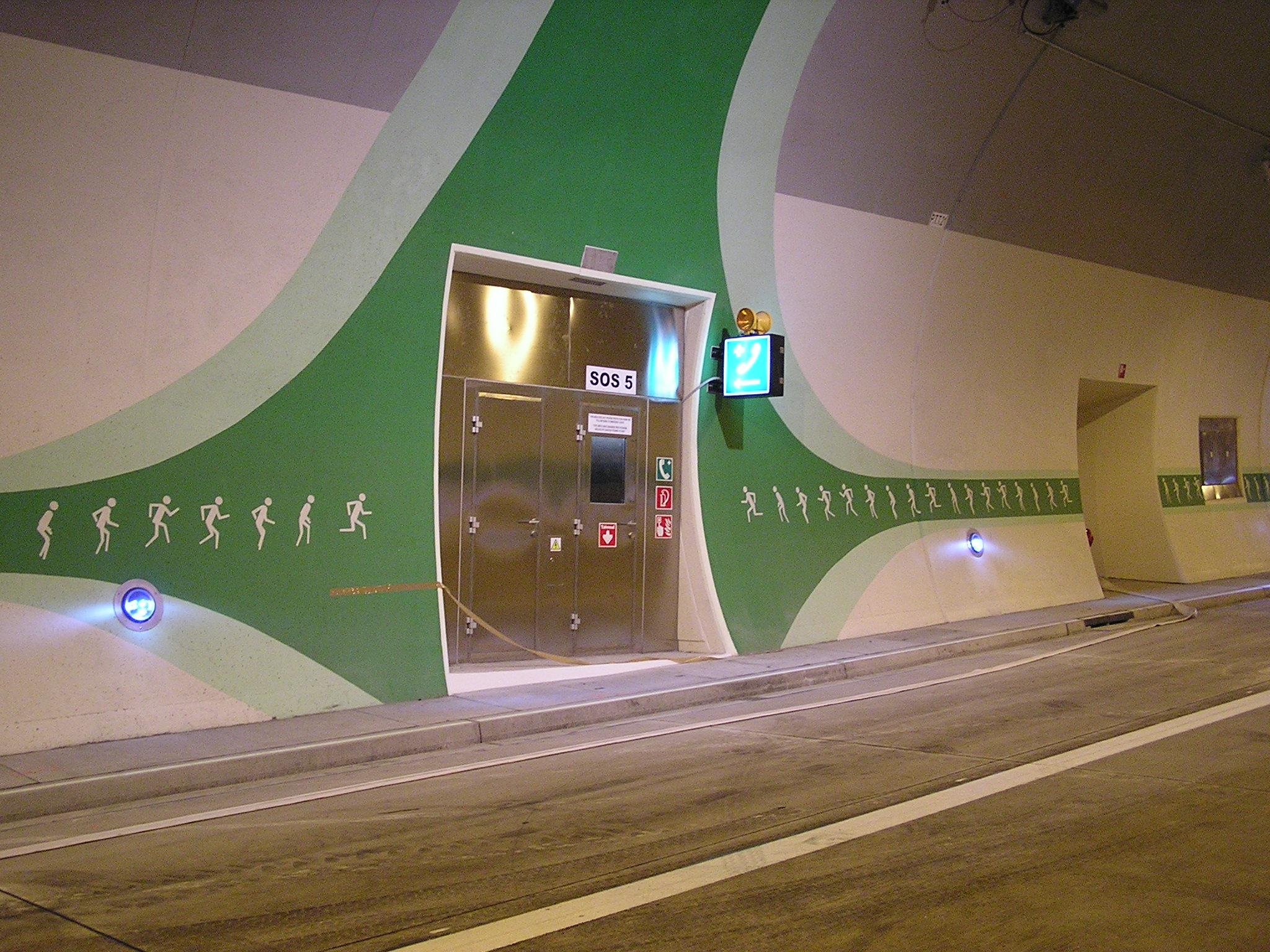
SOS hláska uvnitř tunelu

Obousměrnou komunikaci umožňují SOS hlásky. V každém směru jsou tři. Jedna uprostřed tunelu a před a za tunelem po jedné. Po vstupu do SOS hlásky je možno bezprostředně navázat hlasovou komunikaci s dispečerem, Pomocí tlačítek s piktogramy je možno cíleně volat polici, hasiče nebo záchrannou službu. K dispozici jsou i základní hasicí a vyprošťovací nástroje. Řídicí systém všechny tyto situace monitoruje. Samotný proces komunikace s SOS hláskami je však součástí samostatného informačního systému DIS SOS, který zahrnuje nejen hlásky v samotném tunelu ale všechny po trase celé dálnice D5.

#### Příjem signálu mobilních telefonů a rozhlasových stanic
Obousměrná komunikace je podpořena vyzařováním signálu všech mobilních operátorů do obou tunelových trub tak, aby bylo komukoliv v tunelu umožněno přivolat potřebnou pomoc. Pro zajištění šíření dopravních informací vysílaných rozhlasovými stanicemi je tunel vybaven po celé délce vyzařovacím kabelem, který zajišťuje nerušený příjem rozhlasových stanic uvnitř tunelu.

### Řídící systém

#### Hlavní dispečink
Výše uvedené technologie jsou připojeny na řídicí systém dopravního uzlu, kterým dálniční tunel Valík je. Je uspořádán hierarchicky. Horní úroveň představuje hlavní dispečink na SSÚD Svojkovice, vzdáleným 25 km od tunelu. Ten je svým vybavením stanicemi PC a přehledovou videostěnou Synelec orientován jako operátorské pracoviště pro dispečery. Jde tedy především o funkční, přehledné a ergonomické rozhraní člověk-systém. Pro tuto úlohu byl zvolen vizualizační systém Reliance. Ten umožňuje nejen samotnou vizualizaci celého dopravního uzlu, ale má funkce pro archivace všech rozhodujících dat, událostí, má na starost správu oprávněných uživatelů, řízení přehledového schématu na videostěně a umožňuje distribuci dat na další pracoviště PC, která jsou buď na samotném dispečinku nebo pro nadřazené úrovně, jakými je např. Jednotný systém dopravních informací.

#### Stanice a podstanice
Na spodní úrovni, přímo v tunelu, u portálu s proměnnými značkami a v provozním objektu jsou umístěny stanice a podstanice na bázi programovatelného automatu TECOMAT. Ten splňuje kritéria harmonizované normy ČSN EN 61131 pro průmyslové aplikace a zajišťuje řízení celého dopravního uzlu v reálném čase.

#### Zabezpečení a diagnostika
Rozložení jednotlivých uzlů řídicího systému podél dálnice, v tunelu a v provozním objektu PTO odpovídá optimálnímu rozdělení úloh na řízení dopravy a řízení technologie. Jeho architektura je zaměřená na zvýšenou pohotovost systému v případě výskytu chyby tak, jak to požadují technické podmínky TP98 pro Technologická vybavení tunelů. Centrální stanice pro řízení dopravy i pro řízení technologie pracuje v režimu horké zálohy a je umístěna v objektu PTO u rozvadovského portálu tunelu. Podstanice rozmístěné podél tunelu a na jednotlivých portálech se proměnnými značkami před tunelem jsou připojeny po dvojité optické kruhové síti a ukončeny zdvojenými komunikačními převodníky pro každou podstanici. Tím, že každá optická trasa vede v jiné tunelové troubě, je zajištěno vysoké zabezpečení přenosu důležitých dat.
Zdvojeno je i spojení na hlavní dispečink v SSÚD Svojkovice. Každé pracoviště na dispečinku tak má zálohovaný přímý přístup do redundantní řídicí stanice TECOMAT pro dopravu a technologii v provozním objektu u tunelu (PTO). Tyto stanice jsou schopny zabezpečit samostatně správné reakce celého tunelu na výjimečné situace v tunelu a to i v situace ztráty komunikace z dispečinku. Podobně zajištěnou samostatnou funkci má pro případ ztráty komunikace i každý portál s proměnnými značkami.
Systém má vlastní přehlednou diagnostiku, do které patří i diagnostika všech komunikací. Jde o externí komunikace s připojenými systémy: PDZ, ZPI, EPS, DIS SOS, ozvučení, videodetekce, kamery měření rychlosti. Jde ale také o komunikace interní, tedy o všechny zálohované komunikace mezi stanicemi, podstanicemi a mezi vzdáleným dispečinkem. Tato diagnostika dává dispečerovi plnou informaci o stavu celého řízeného i řídicího systému. Je i dobrým základem pro on-line servisní podporu pracovníků na dispečinku.